# Mandres (Francja)
Mandres – miejscowość i gmina we Francji, w regionie Normandia, w departamencie Eure.
Według danych na rok 1990 gminę zamieszkiwało 376 osób, a gęstość zaludnienia wynosiła 32 osoby/km² (wśród 1421 gmin Górnej Normandii Mandres plasuje się na 548 miejscu pod względem liczby ludności, natomiast pod względem powierzchni na miejscu 255).